# Saaïd Amzazi
Saaïd Amzazi, né le 11 avril 1965, est un universitaire et  homme politique marocain. Il a occupé le poste de ministre de l'Éducation nationale, de la Formation professionnelle, de l'Enseignement supérieur et de la Recherche scientifique du 22 janvier 2018 au 7 octobre 2021. 

## Biographie
Il est le président de l'université Mohammed V de Rabat à partir janvier 2015, après avoir été doyen de la faculté des sciences de Rabat de 2011 à 2015[réf. souhaitée]. Son mandat est marqué par une importante grève des étudiants en médecine, en pharmacie et médecine dentaire des facultés publiques.
Le 22 janvier 2018, Mohammed VI le nomme est le ministre de l'Éducation nationale, de la Formation professionnelle, de l'Enseignement supérieur et de la Recherche scientifique. Le 7 avril 2020, il chargé par Mohammed VI des fonctions du porte parole du gouvernement. 
Il quitte ses fonctions le 7 octobre 2021, jour de la passation des pouvoirs aux nouveaux ministres du gouvernement Akhannouch.